# Feliciana Eufrosina de Santoro y López de Olloqui
Feliciana Eufrosina de Santoro y López de Olloqui   (Calahorra, 7 de març de 1564 - Saragossa, 7 de juny de 1652), coneguda amb el nom religiós Feliciana Eufrosina de San José, va ser una monja carmelita descalça i escriptora espanyola.

## Biografia
Nascuda a Calahorra el 7 de març de 1564 i batejada a la catedral de la ciutat, va ser l'única filla del jurisconsult i escriptor Basilio de Santoro i d'Ana López de Olloqui. Durant la infantesa va tenir una educació molt influenciada per la religió, així com pel caràcter rigorós i estricte del seu pare. Durant la seva joventut va sentir la vocació religiós per mitjà del pare Domingo Ruiz, que va mostrar-li la feina i les contradiccions de la vida religiosa, va intentar debades diverses vegades fer-se religiosa, però això va provocar enfrontaments amb la seva família. En un moment donat, va entrar a servir a Juana Enríquez, tercera comtessa d'Aranda, i va traslladar-se a la ciutat de Saragossa, cosa que va suposar absentar-se de casa seva mentre duraven les diligències per ingressar en un convent, gràcies al suport i col·laboració de la comtessa. Feliciana va escriure una carta a sor Isabel de Santo Domingo, priora de les carmelites descalces de Saragossa sol·licitant l'ingrés al convent, que havia estat fundat poc abans.
Sense aportar cap mena de dot, va ingressar al convent a ser el 8 de setembre de 1588, quan llavors tenia 24 anys. Mentre va ser novícia, va tenir com a mestra a la priora, Isabel de Santo Domingo. Va professar uns anys després, el 1593, i va adoptar el nom de Feliciana de San José. La seva festa de presa del vel va anar a càrrec de la comtessa d'Aranda, que va romandre vinculada al convent. Se'n descriuen moltes virtuts i que, entre d'altres, va tenir el do de la profecia. Així mateix, com tantes altres religioses, va escriure relacions de la seva vida per mandat dels seus confessors, així com les seves experiències espirituals més íntimes.
Feliciana va morir el 7 de juny de 1652. El seu funeral va ser molt concorregut per gent de tota classe social, i les seves relíquies molt buscades. El seu cos va ser venerat en un nínxol del convent apartat especialment, tanmateix va ser profanat durant la Guerra del Francès, i no es va poder recuperar després del trasllat de la comunitat al raval de la ciutat de Saragossa.

## Obra
Al llarg de la seva vida al convent va escriure les relacions sobre la seva vida, amb dades autobiogràfiques i experiències espirituals. Tanmateix, cap d'aquests escrits ha perviscut, atès que va demanar al seu amic i fill espiritual, el protonotari Miguel Bautista de Lanuza, que ho cremés tot després de la seva mort. No obstant això, Lanuza va utilitzar els seus escrits per compondre una biografia de la monja. L'obra, titulada Vida de la venerable madre Feliciana de San José, carmelita descalza, y priora del convento de San José de Zaragoza, va veure la llum a Saragossa el 1654, imprès per Domingo La Puyada, que incloïa un retrat de la difunta.
Aquesta vida de la monja incloïa una obra a banda al final de tot, escrita per Feliciana titulada Instrucción de religiosas o Recreación espiritual. Es tracta d'una obra escrita en diàlegs. En el primer, compost de vint paràgrafs, versa sobre l'amor de Déu i del proïsme; el segon són tretze que tracten sobre la divina unió i els seus efectes i altres matèries d'oració.